# Salvelinus namaycush
Salvelinus namaycush es una especie de pez de la familia Salmonidae en el orden de los Salmoniformes.

## Morfología
• Los machos pueden llegar alcanzar los 150 cm de longitud total y 32,7 kg de peso.
- Número de vértebras: 61-69.[2][3]

## Alimentación
Come esponjas de agua dulce, crustáceos, insectos, peces hueso (especialmente del género Coregonus ) y mamíferos pequeños, aunque hay poblaciones que se nutren de plancton.

## Depredadores
Es depredado porAmeiurus nebulosus (en Canadá),Lota chica (Canadá), Prosopium cylindraceum, Ichthyomyzon unicuspis y Petromyzon marinus(los Estados Unidos ).

## Hábitat
Vive en zonas de aguas dulces templadas (65 ° N-43 ° S) y entre 18-53 m de profundidad.

## Distribución geográfica
Se encuentra en Norteamérica: Estados Unidos.

## Longevidad
Puede llegar a vivir 50 años.

## Estado de conservación
Es muy susceptible a la contaminación, especialmente a los insecticidas.